# Serbischer Laufhund
Der Serbische Laufhund (srpski gonič, auch Serbische Bracke) ist eine von der FCI (Nr. 150, Gr. 6, Sek. 1.2) anerkannte Hunderasse aus Serbien.

## Name
Die Serbische Bracke war früher unter dem Namen „Balkanbracke“ oder „Balkanischer Laufhund“ bekannt. Die FCI änderte den Namen im Jahre 1996 in „Serbischer Laufhund“.

## Herkunft und Geschichtliches
Der Serbische Laufhund war ursprünglich entlang der Grenze zu Bulgarien verbreitet. Wahrscheinlich trugen kleinasiatische Laufhunde zur Entwicklung dieser Rasse bei. Erstmals wurde die Rasse 1905 von Franz Laska erwähnt, der erste Standard wurde 1924 aufgestellt. Die FCI erkannte die Hunderasse 1940 an. Die Kontrolle über die Zucht hat die Jugoslawische Kynologische Vereinigung übernommen.

## Beschreibung
Alte, auf dem Balkan seit 250 Jahren so gut wie unveränderte Rasse. Die Hunde werden mittelgroß bis 56 cm. Das Fell ist dicht, eng anliegend, in den Farben rot mit schwarzem Mantel oder Sattel. Wie bei fast allen Jagdhundrassen sind die Ohren hängend, groß und dünn.

## Verwendung
Diese Bracke wird typischerweise als Spürhund, Jagd-, auch in der Meute auf Rot- und Schwarzwild und Niederwild und eingesetzt, sowie als Begleithund.